# Polenta richii
Polenta richii är en fjärilsart som beskrevs av Augustus Radcliffe Grote 1886. Polenta richii ingår i släktet Polenta, och familjen nattflyn. Inga underarter finns listade i Catalogue of Life.